# Faro Recalada a Bahía Blanca
Der Faro Recalada a Bahía Blanca ist ein Leuchtturm (spanisch Faro) in Argentinien. Er bezeichnet den Landfall (spanisch Recalada) für den Hafen von Bahía Blanca. Am Eingang der gleichnamigen Bucht liegt auch der Marinestützpunkt Puerto Belgrano.
Die Einzelteile für den 67 Meter hohen und freistehenden Stahlfachwerkturm wurden in Frankreich bei der Firma gefertigt, die auch den Eiffelturm gebaut hat. Der Turm wurde anschließend östlich des Seebades Monte Hermoso errichtet. Er hat einen achteckigen Querschnitt mit einem Treppenrohr in der Mitte und trägt die Laternenkammer mit zwei Galerien. Offiziell ging er am 1. Januar 1906 in Betrieb. Der Faro Recalada a Bahía Blanca ist der höchste Leuchtturm Südamerikas und der ganzen Südhalbkugel. 
Für den Leuchtturm und ein kleines Museum werden täglich Führungen angeboten. Bis zur Aussichtsplattform sind es 293 Stufen.